# Extensió (Mozilla)

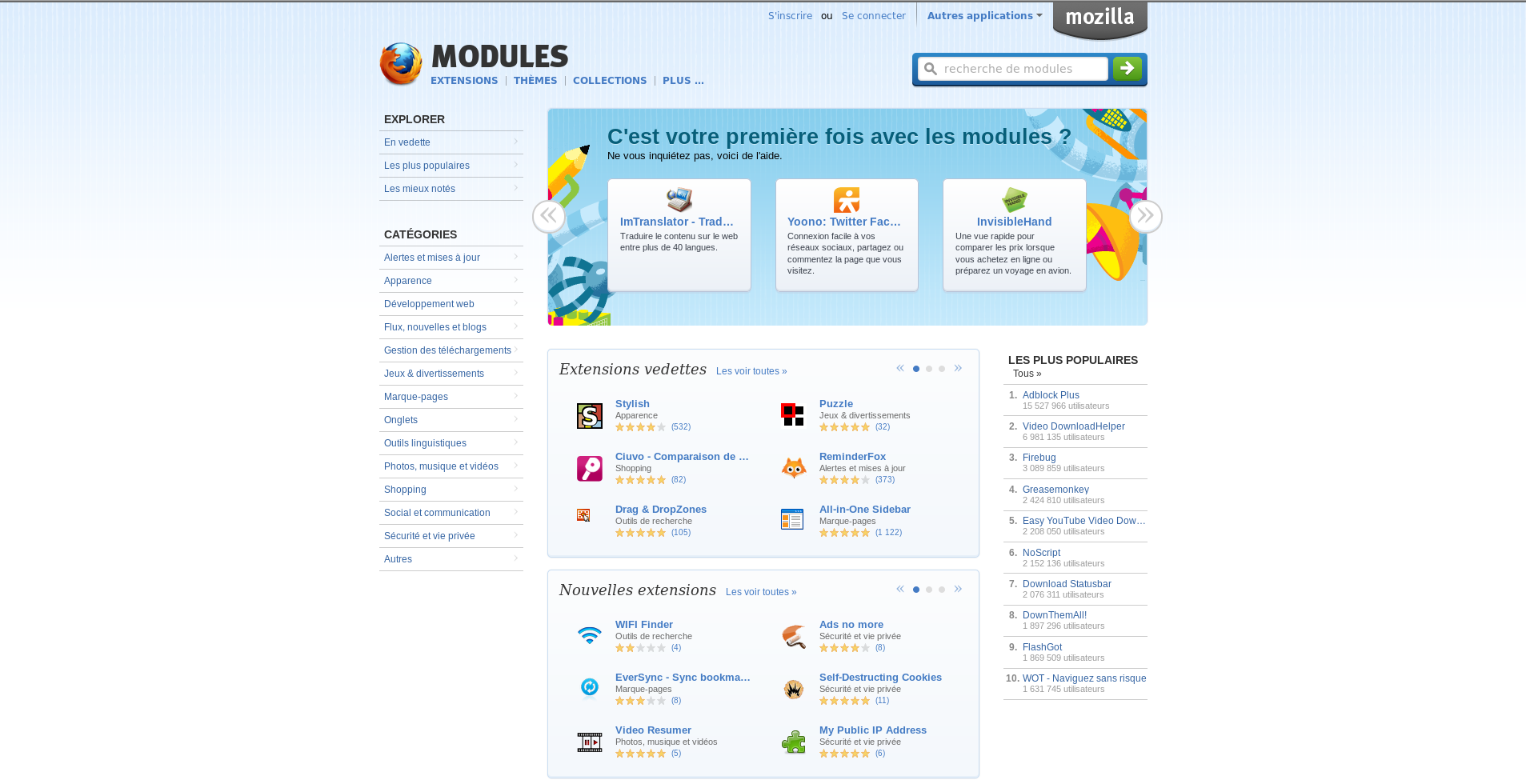

Les extensions són petits complements que afegeixen noves funcionalitats a diferents productes de la Fundació Mozilla i variants (com el Firefox Portable). La seva funció és la d'afegir funcions o modificar les que el programa porta incorporades. Per a instal·lar-se fan servir el sistema XPInstall.
Els desenvolupadors de Mozilla van programar el Firefox amb la falta d'algunes característiques amb la fi d'aconseguir un navegador lleuger i sense bugs a canvi, aquestes característiques es poden aconseguir en forma d'extensions.
Aquestes extensions, igual que el navegador, s'escriuen en XUL (un llenguatge de marcatge per interfícies d'usuari), i per això poden modificar qualsevol aspecte de la interfície i gran part de la presentació de pàgines així com agregar funcionalitats; no obstant la majoria d'extensions també fan ús de JavaScript. La lliure instal·lació d'extensions i temes era un problema seriós per a la seguretat, i amb la versió 0.9 Mozilla va publicar el lloc web Mozilla Update on hi havia extensions i temes "aprovats". Les extensions o plugins més descarregats són Adobe Acrobat, Adobe Flash Player, Java, QuickTime, RealPlayer, Shockwave i Windows Media Player